# 恭請聖訓
恭請聖訓（英語：Humble address）是指英國國會其中一項議事程序，讓下議院或上議院向君主進言。例如，當御座致辭標誌國會新會期開始後，上下兩院會分別動議恭請聖訓，辯論致辭內容和感謝國王撥冗演說。

## 提供文件
恭請聖訓提供文件（Humble address for a return）讓國會下議院或上議院任一院請求國王陛下及因而國王陛下政府交出所需文件。《議會慣例》指出，此程序在19世紀中葉前經常動用，但此後被敕書或國會法令附帶的解說文件所取代，因而鮮有引用。恭請聖訓因直接進言英國君主而具約束力。

### 2017年
2017年11月1日，工黨的影子脫歐事務大臣施紀賢爵士在下議院動議恭請聖訓，要求政府公開有關脫歐對英國經濟潛在影響的文件；最終在無人反對下獲下議院通過。《每日电讯报》報導，女皇對於捲入政治事件感到不快，因為君主按慣例要避免干政。恭請聖訓動議議案如下：
恭請女皇陛下聖訓，慷慨並樂意就提交本院2017年6月26日第239題的回答中女皇陛下臣子指示下的各行業分析，以及提交脫離歐洲聯盟專責委員會上述分析引致的影響評估，給予指引。

### 2018年
2018年11月13日，工黨的影子脫歐事務大臣施紀賢爵士在下議院動議恭請聖訓，要求政府公開律政司就英國脫歐協議草擬文本提供的法律意見；最終在無人反對下獲下議院通過。12月3日，律政司喬弗利·科克斯按決議公佈法律意見，但被議員認為並非完整。因此，國會翌日表決裁定英國政府藐視國會，是史上首次。恭請聖訓動議議案如下：
恭請女皇陛下聖訓，慷慨並樂意就提交國會以下文件給予指引：任何有關聯合王國離開歐洲聯盟協議草擬文本──包括北愛爾蘭邊境保障方案及聯合王國與歐洲聯盟的未來關係框架──的法律意見全文，包括律政司所提供的。

### 2019年
2019年9月9日，保守黨的前律政司多米尼克·格里夫在下議院動議恭請聖訓，要求政府公開有關無協議脫歐（即黃鵐行動）和當日稍後休閉國會的文件；最終獲下議院以311票對302票通過。恭請聖訓動議議案如下：
恭請女皇陛下聖訓，慷慨並樂意指示大臣在9月11日星期三晚上11點前提交本院，2019年7月23日起現屆政府發出或接收或內部，或由曉·斌律、西門·貝頓、甘明思、妮基·德郭達、湯·歐勳、奈·斯通爵士、基斯托夫·詹士、李·京、彼雅翠·添遜其中一人或以上接收，有關國會會期中止的所有通訊（不論是否正式、手寫或電子形式，包括但不限於訊息服務，包括WhatsApp、Telegram、Signal、Facebook messenger，不論是否加密的私人電郵帳戶、短訊及iMessage及官方和私人手提電話的使用）；並進一步指示大臣在9月11日星期三晚上11點前提交本院，2019年7月23日起女皇陛下政府預備及呈交內閣或內閣委員會的所有有關黃鵐行動的文件。